# Peterborough and District Football League
Peterborough & District Football League là một giải bóng đá Anh, có 6 hạng đấu, cao nhất là Premier Division nằm ở Bậc 7 trong National League System (Cấp độ 11 trong Hệ thống các giải bóng đá ở Anh). Nó góp đội cho United Counties League Division One.
Mùa giải 2014–15 có 90 đội tham gia giải đấu, dưới điều khoản tài trợ, giải đấu còn có tên là ChromaSport & Trophies Peterborough & District Football League.
Mùa giải 2009–10 chứng kiến Rutland Rangers chiếm ưu thế khi vô địch cả Premier League và Senior Cup trên sân của Peterborough United là London Road với mùa giải thứ 2 thành công liên tiếp.
Mùa giải 2010–11, PDFL tạo ra giải đấu kết hợp mới cho đội dự bị và đội 'A'. Kế hoạch bị phá sản sau một mùa giải và giải đấu lại trở về 6 hạng đấu thông thường là Premier Division, Division One, Division Two, Division Three, Division Four và Division Five. Giải đấu cũng giới thiệu 1 hạng đấu cho đội cựu binh, có 8 đội tham gia và chia thành 2 khu vực.

## Các câu lạc bộ mùa giải 2014–15

### Premier Division
17 câu lạc bộ sau đây tham gia Premier Division mùa giải 2014–15.
| Câu lạc bộ                | Vị thứ mùa trước                  |
| ------------------------- | --------------------------------- |
| Coates Athletic           | thứ 10                            |
| Crowland Town             | thứ 14                            |
| Deeping Rangers Dự bị     | thứ 13                            |
| Holbeach United Dự bị     | thứ 3 ở Division One (thăng hạng) |
| Langtoft United           | thứ 2 ở Division One (thăng hạng) |
| Leverington Sports        | thứ 8                             |
| Moulton Harrox            | thứ 6                             |
| Netherton United          | thứ 2                             |
| Oakham United             | thứ 11                            |
| ICA Sports                | thứ 4                             |
| Peterborough Sports Dự bị | thứ 5 ở Division One (thăng hạng) |
| Pinchbeck United          | thứ 15                            |
| Riverside                 | thứ 7                             |
| Sawtry                    | thứ 9                             |
| Stilton United            | thứ 12                            |
| Thorney                   | thứ 1 ở Division One (thăng hạng) |
| Uppingham Town            | thứ 5                             |

### Division One
- AFC Stanground
- Baston
- Coates Athletic Dự bị
- Ketton
- King's Cliffe
- Langtoft United Dự bị
- Long Sutton Athletic
- Moulton Harrox Dự bị
- Netherton United Dự bị
- Oundle Town
- ICA Sports Dự bị
- Ryhall United
- Sutton Bridge United
- Warboys Town
- Whittlesey Blue Star
- Wisbech Town Dự bị

### Division Two
- Coates Athletic 'A'
- Crowland Town Dự bị
- Guyhirn
- Ketton Dự bị
- Leverington Sports Dự bị
- Netherton United 'A'
- Oakham United Dự bị
- Parkside
- ICA Sports 'A'
- Peterborough Parkway Eagles
- Peterborough Wittering Harriers
- Pinchbeck United Dự bị
- Sawtry Dự bị
- Spalding United Dự bị
- Stamford Belvedere
- Thorney Dự bị

### Division Three
- Baston Dự bị
- Coates Athletic 'B'
- Farcet United
- Glinton & Northborough United
- Hampton Sports
- King's Cliffe Dự bị
- Peterborough PL United
- Peterborough Sports 'A'
- Ramsey Town
- Riverside Dự bị
- Ryhall United Dự bị
- Spalding Town
- Stilton United Dự bị
- Tydd St. Mary
- Uppingham Town Dự bị

### Division Four
- Bretton North End
- Eye United
- Holbeach Bank
- Huntingdon Rovers
- Leverington Sports 'A'
- Long Sutton Athletic Dự bị
- Oundle Town Dự bị
- ICA Sports 'B'
- Rutland Dead Rabbits
- Stamford Belvedere Dự bị
- Stanground Sports
- Sutton Bridge United Dự bị
- Thorpe Wood Rangers
- Warboys Town Dự bị

### Division Five
- AFC Stanground Dự bị
- Coates Athletic 'C'
- FC Peterborough
- Holbeach United 'A'
- Netherton United 'B'
- Parkside 'A'
- Parkside Dự bị
- Peterborough Parkway Eagles Dự bị
- Ryhall United 'A'
- Sawtry 'A'
- Tydd St. Mary Dự bị
- Whaplode Drove

## Các đội chiến thắng trong quá khứ

### Các đội vô địch
| 1902–03   | Fletton United            |                         |                                       |                               |                               |                                   |                            |
| 1903–04   | Fletton United            |                         |                                       |                               |                               |                                   |                            |
| 1904–05   | Fletton United            |                         |                                       |                               |                               |                                   |                            |
| 1905–06   | Peterborough Town Dự bị   |                         |                                       |                               |                               |                                   |                            |
| 1906–07   | G.E. Loco                 |                         |                                       |                               |                               |                                   |                            |
| 1907–08   | G.E. Loco                 |                         |                                       |                               |                               |                                   |                            |
| 1908–09   | Westwood Works            |                         |                                       |                               |                               |                                   |                            |
| Mùa giải  | Division 1                | Division 2              |                                       |                               |                               |                                   |                            |
| 1909–10   | G.N. Loco Dự bị           | Crowland Abbey          |                                       |                               |                               |                                   |                            |
| 1910–11   | Westwood Works            | Yaxley Rovers           |                                       |                               |                               |                                   |                            |
| 1911–12   | Westwood Works            | Stamford Vics           |                                       |                               |                               |                                   |                            |
| 1912–13   | Westwood Works            | Brainsbys Works         |                                       |                               |                               |                                   |                            |
| 1913–14   | Westwood Works            | Westwood Works Dự bị    |                                       |                               |                               |                                   |                            |
| Mùa giải  | Vô địch                   |                         |                                       |                               |                               |                                   |                            |
| 1914–15   | Belvedere                 |                         |                                       |                               |                               |                                   |                            |
| 1918–19   | Blackstones F.C.          |                         |                                       |                               |                               |                                   |                            |
| 1919–20   | Stamford Dự bị            |                         |                                       |                               |                               |                                   |                            |
| Mùa giải  | Division 1                | Division 2              |                                       |                               |                               |                                   |                            |
| 1920–21   | Westwood Works            | Peterborough Rovers     |                                       |                               |                               |                                   |                            |
| Mùa giải  | Division 1                | Division 2              | Division 3                            |                               |                               |                                   |                            |
| 1921–22   | G.N. Loco                 | G.N. Sheet Stores       | Yaxley Rovers Dự bị                   |                               |                               |                                   |                            |
| 1922–23   | G.N. Loco                 | G.N. Sheet Stores       | Barfords                              |                               |                               |                                   |                            |
| 1923–24   | G.N. Loco                 | Barfords                | Newark                                |                               |                               |                                   |                            |
| 1924–25   | Wisbech Town              | Silver Badge            | Paston Athletic Dự bị                 |                               |                               |                                   |                            |
| 1925–26   | G.N. Loco                 | Whittlesey Town         | Brotherhoods                          |                               |                               |                                   |                            |
| 1926–27   | Westwood Works            | Barfords                | Williamson Cliff                      |                               |                               |                                   |                            |
| 1927–28   | Wisbech Town              | New Peterborough Sports | Longthorpe Scouts                     |                               |                               |                                   |                            |
| 1928–29   | Wisbech Town              | Crowland Rovers         | Castor & Ailsworth                    |                               |                               |                                   |                            |
| 1929–30   | Barfords                  | London Brick Company    | Whittlesey Town                       |                               |                               |                                   |                            |
| 1930–31   | Spalding United           | Paston Athletic         | L.N.E.R. Accounts                     |                               |                               |                                   |                            |
| Mùa giải  | Division 1                | Division 2              | Division 3 (Southern Section)         | Division 3 (Northern Section) |                               |                                   |                            |
| 1931-32   | Wisbech Town              | L.N.E.R. Athletic       | Celta Mills                           | Municipal Sports              |                               |                                   |                            |
| 1932–33   | Wisbech Town              | Crowland Abbey          | Central Sugar Company                 | Deeping United                |                               |                                   |                            |
| 1933–34   | Bourne Town               | Stamford St. George     | Orton Waterville                      | Kings Dyke                    |                               |                                   |                            |
| 1934–35   | Phorpres Sports           | Phorpres Sports Dự bị   | Castor & Ailsworth                    | Northam Star Sports           |                               |                                   |                            |
| 1935–36   | Peterborough United Dự bị | Crowland Abbey          | L.N.E.R. Sheet Stores                 | Maxey United                  |                               |                                   |                            |
| 1936–37   | Chatteris Engineers       | Moulton Chapel          | Electricity Sports                    | R.A.F. (Peterborough)         |                               |                                   |                            |
| 1937–38   | St. Ives Town             | R.A.F. (Wittering)      | Stanground Victoria                   | Crowland Abbey                |                               |                                   |                            |
| 1938–39   | Westwood Works            | R.A.F. (Peterborough)   | Phorpres Sports Dự bị                 | Deeping United                |                               |                                   |                            |
| Mùa giải  | Division 1                | Division 2              |                                       |                               |                               |                                   |                            |
| 1945–46   | Bourne Town               | Brotherhoods Dự bị      |                                       |                               |                               |                                   |                            |
| Mùa giải  | Division 1                | Division 2              | Division 3 (Phía Nam)                 | Division 3 (Phía Bắc)         |                               |                                   |                            |
| 1946-47   | Bourne Town               | Crowland Town           | College                               | Crowland Town Dự bị           |                               |                                   |                            |
| 1947–48   | March Town United         | Phorpres Sports         | Holme Rovers                          | Helpston United               |                               |                                   |                            |
| 1948–49   | Parson Drove              | Morton                  | Ramsey Town                           | L.N.E.R. Athletic             |                               |                                   |                            |
| Mùa giải  | Premier Division          | Division One            | Division Two                          | Division 3 (Southern Section) | Division 3 (Northern Section) |                                   |                            |
| 1949-50   | Parsons Drove             | South Lynn Youth Club   | Perkins Athletic Dự bị                | Warmington Wasps              | Maxey United                  |                                   |                            |
| 1950–51   | King's Lynn Dự bị         | Upwell Town             | Yaxley Athletic                       | King's Lynn 'A'               | Helpston United               |                                   |                            |
| 1951–52   | Cambridge United Dự bị    | Bourne Town Dự bị       | King's Lynn 'A'                       | Kings Dyke                    | East Ward                     |                                   |                            |
| 1952–53   | Cambridge United Dự bị    | Whittlesey United       | Helpston United                       | March British Legion          | Nassington                    |                                   |                            |
| 1953–54   | King's Lynn Dự bị         | Warmington Wasps        | Parson Drove                          | Manea United                  | Dogsthorpe                    |                                   |                            |
| 1954–55   | Cambridge United Dự bị    | Morton                  | Manea United                          | Oundle Town                   | Warmington Wasps              |                                   |                            |
| 1955–56   | Ely City                  | Morton                  | Warmington Wasps                      | Coates Athletic               | Barnack United                |                                   |                            |
| 1956–57   | King's Lynn Dự bị         | Morton                  | Thurlby United                        | March St. Mary's              | Northam Star Sports           |                                   |                            |
| 1957–58   | Newmarket Town            | declared null and void  | Perkins Athletic                      | Peterborough United 'B'       | Glinton United                |                                   |                            |
| 1958–59   | Cambridge United Dự bị    | Parson Drove            | March St. Mary's                      | New England United            | British Railways              |                                   |                            |
| 1959–60   | Soham Town Rangers        | Ramsey Town             | Crowland Town                         | Peterborough Rovers           | Stamford Dự bị                |                                   |                            |
| 1960–61   | Cambridge United Dự bị    | Phorpres Sports         | Coates Athletic                       | Whittlesey United             | Eye United                    |                                   |                            |
| 1961–62   | Soham Town Rangers        | Perkins Athletic        | Blackstones Works (Blackstones F.C..) | Downham Town Dự bị            | Stamford Belvedere            |                                   |                            |
| 1962–63   | Downham Town              | Huntingdon United       | Chatteris Engineers                   | Leverington Sports            | B.R.A.D.                      |                                   |                            |
| 1963–64   | Chatteris Town            | Glinton United          | Peterborough Rovers                   | Balding & Mansell             | Spalding Youth Old Boys       |                                   |                            |
| 1964–65   | Chatteris Town            | Crowland Town           | Leverington Sports                    | Whittlesey Rovers             | R.A.F. (Wittering)            |                                   |                            |
| 1965–66   | Chatteris Town            | Whittlesey United       | Stamford Belvedere                    | Newalls Sports                | Kings Cliffe                  |                                   |                            |
| 1966–67   | Parsons Drove             | Peterborough Rovers     | Diesel Athletic                       | Wimblington Old Boys          | Deeping Rangers               |                                   |                            |
| 1967–68   | Parsons Drove             | Stamford Belvedere      | Eye United                            | Parson Drove Dự bị            | Thurlby United                |                                   |                            |
| 1968–69   | Parsons Drove             | Glinton United          | Deeping Rangers                       | Yaxley (British Legion)       | Pinchbeck United Dự bị        |                                   |                            |
| Mùa giải  | Premier Division          | Division 1              | Division 2                            | Division 3 (Southern Section) | Division 3 (Northern Section) | Division 4                        |                            |
| 1969–70   | Parsons Drove             | Deeping Rangers         | Parson Drove Dự bị                    | Upwell Town                   | Stamford Belvedere Dự bị      | Stilton United                    |                            |
| 1970–71   | Parsons Drove             | Stamford Belvedere      | Yaxley (British Legion)               | Whittlesey United Dự bị       | Hotpoint                      | Phorpres Sports                   |                            |
| 1971–72   | Peterborough Rovers       | Eye United              | Spalding United Dự bị                 | Phorpres Sports               | Thorney                       | Stamford YMCA                     |                            |
| 1972–73   | Parsons Drove             | Eye United              | Phorpres Sports                       | GPO Sports                    | Blackstones Works Dự bị       | Wittering Sports                  |                            |
| 1973–74   | Downham Town              | Phorpres Sports         | GPO Sports                            | Yaxley Dự bị                  | Stamford YMCA                 | Doddington United                 |                            |
| 1974–75   | Huntingdon United         | GPO Sports              | Fengate                               | Coates Athletic               | Wittering Sports              | Ortonians Dự bị                   |                            |
| 1975–76   | Huntingdon United         | Blackstones Works       | Yaxley Dự bị                          | Brotherhoods                  | Blackstones Works Dự bị       | Pearl Assurance                   |                            |
| 1976–77   | Yaxley                    | Whittlesey United       | Doddington United                     | Wisbech St. Mary              | B.R.A.D.                      | March Youth Club                  |                            |
| Mùa giải  | Premier Division          | Division 1              | Division 2                            | Division 3                    | Division 4                    | Division 5                        |                            |
| 1977–78   | Phorpres Sports           | Spalding United Dự bị   | Eye United Dự bị                      | St. Ives Town                 | Perkins Sports Dự bị          | Fletton Ex-Servicemen             |                            |
| Mùa giải  | Premier Division          | Division 1              | Division 2                            | Division 3                    | Division 4                    | Division 5                        | Division 6                 |
| 1978–79   | Downham Town              | Perkins Sports          | March Town United Dự bị               | March Youth Club              | Fletton Ex-Servicemen         | Molins                            | Huntingdon United Dự bị    |
| 1979–80   | Eye United                | Ortonians               | Stamford YMCA                         | Peterborough Rovers Dự bị     | Whittlesey United Dự bị       | Moulton Harrox                    | Somersham Town Dự bị       |
| 1980–81   | Eye United                | Ortonians               | Yaxley Dự bị                          | Brotherhoods                  | Moulton Harrox                | Ortonians Dự bị                   | Longthorpe Albion          |
| 1981–82   | Eye United                | St. Ives Town           | Chatteris Town Dự bị                  | Huntingdon Town               | St. Ives Town Dự bị           | Longthorpe Albion                 | Freemans Sports            |
| 1982–83   | Ortonians                 | Perkins Sports          | Coates Athletic                       | Fletton Ex-Servicemen         | Molins                        | Alconbury                         | Murrow Bell                |
| 1983–84   | Yaxley                    | Yaxley Dự bị            | Fletton Ex-Servicemen                 | Molins                        | Freemans Sports               | Ortonians 'A'                     | Crosfield                  |
| 1984–85   | King's Lynn Dự bị         | Fletton Ex-Servicemen   | St. Ives Town Dự bị                   | Somersham Town Dự bị          | Crowland Town                 | Blackstones Works 'A'             | Long Sutton Athletic       |
| 1985–86   | Perkins Sports            | Blackstones Works Dự bị | Woodhouse & Sturnham                  | Crowland Town                 | Nene                          | Long Sutton Athletic              | Juventus                   |
| 1986–87   | Downham Town              | Stamford Belvedere      | Crowland Town                         | Gedney Hill                   | Long Sutton Athletic          | Molins Dự bị                      | Eastfield Rovers           |
| 1987–88   | Downham Town              | Molins                  | Thomas Cook                           | Long Sutton Athletic          | Juventus                      | Newborough                        | Woodhouse & Sturnham Dự bị |
| Mùa giải  | Premier Division          | Division 1              | Division 2                            | Division 3                    | Division 4                    | Division 5                        |                            |
| 1988–89   | Perkins Sports            | Whittlesey United Dự bị | Juventus                              | Doddington United             | Hotpoint                      | Outwell Swifts                    |                            |
| 1989–90   | Pinchbeck United          | Manea United            | Moulton Harrox                        | March Town United 'A'         | Outwell Swifts                | Wisbech Town 'A'                  |                            |
| 1990–91   | Pinchbeck United          | Ryhall United           | Hotpoint                              | Outwell Swifts                | Wisbech Town 'A'              | Goldhay United                    |                            |
| 1991–92   | Molins                    | Deeping Rangers Dự bị   | Outwell Swifts                        | Sawtry                        | Ketton                        | Hotpoint Dự bị                    |                            |
| 1992–93   | Perkins Sports            | Hotpoint                | Kings Cliffe                          | Molins Dự bị                  | Hotpoint Dự bị                | Thorney Dự bị                     |                            |
| 1993–94   | Ortonians                 | Outwell Swifts          | Ketton                                | Eye United Dự bị              | Whittlesey Blue Stars         | Langtoft United                   |                            |
| Mùa giải  | Premier Division          | Division 1              | Division 2                            | Division 3                    | Division 4                    | Division 5                        | Division 6                 |
| 1994–95   | Perkins Sports            | Ortonians Dự bị         | Oundle Town Dự bị                     | Oakham Town                   | Langtoft United               | Sawtry Dự bị                      | Papa Luigi                 |
| 1995–96   | Leverington Sports        | Ortonians Dự bị         | Hotpoint Dự bị                        | Silver Jubilee                | Brotherhoods Dự bị            | Long Sutton Athletic              | Werrington Town            |
| 1996–97   | Ortonians                 | Alconbury               | Silver Jubilee                        | Parson Drove                  | Long Sutton Athletic          | Werrington Town                   | Peterborough Railway       |
| 1997–98   | Oundle Town               | Deeping Rangers Dự bị   | Parson Drove                          | Long Sutton Athletic          | Papa Luigi                    | Wimblington Old Boys              | Cross Keys                 |
| 1998–99   | Perkins Sports            | Stilton United          | Long Sutton Athletic                  | Werrington Town               | Wimblington Old Boys          | Emneth Seniors                    | Long Sutton Athletic Dự bị |
| 1999–2000 | Eye United                | ICA Juventus            | Deeping Rangers 'A'                   | Wimblington Old Boys          | Emneth Seniors                | Silver Jubilee Dự bị              | Bearings Direct Dự bị      |
| 2000–01   | Eye United                | ICA Juventus            | Wimblington Old Boys                  | Woodlands                     | March St. Mary's              | Long Sutton Athletic Dự bị        | Wimblington Old Boys Dự bị |
| Mùa giải  | Premier Division          | Division 1              | Division 2                            | Division 3                    | Division 4                    | Division 5                        |                            |
| 2001–02   | Pearl Assurance           | Wimblington Old Boys    | Emneth Seniors                        | Sawtry                        | Ramsey Town Dự bị             | Castor & Ailsworth                |                            |
| 2002–03   | Eye United                | Emneth Seniors          | Crowland Town                         | Wimblington Harriers          | Castor & Ailsworth            | Guyhirn Athletic                  |                            |
| 2003–04   | Ortonians                 | Parson Drove            | Hereward Old Boys                     | Deeping Rangers 'B'           | Stilton United                | Wimblington Old Boys Dự bị        |                            |
| 2004–05   | Whittlesey United         | Crowland Town           | Wimblington Harriers                  | Sutton Bridge                 | Coates Athletic               | Netherton United Dự bị            |                            |
| Mùa giải  | Premier Division          | Division One            | Division Two                          | Combination Division One      | Combination Division Two      | Combination Division Three        |                            |
| 2005–06   | Ortonians                 | Woodlands               | Thorney                               | Perkins Sports Dự bị          | Chatteris Town Dự bị          | Pinchbeck United Dự bị            |                            |
| 2006–07   | Peterborough Sports       |                         |                                       | A.F.C. Fletton Dự bị          | Langtoft United Dự bị         | Silver Jubilee Dự bị              |                            |
| 2007–08   | Perkins Sports            |                         |                                       | Whittlesey United Dự bị       | Wimblington Dự bị             | Ramsey Town 'A'                   |                            |
| 2008–09   | Ramsey Town               | Coates Athletic         | Manea United                          | Whittlesey United Dự bị       | Netherton United Dự bị        | Peterborough Rovers Dự bị         |                            |
| 2009–10   | Rutland Rangers           | Eye Sports & Social     | Langtoft United                       | Holbeach United Dự bị         | Alconbury Dự bị               | Peterborough Sports Parkway Dự bị |                            |
| 2010–11   | Ramsey Town               | King's Cliffe United    | Whittlesey Blue Star                  | Holbeach United Dự bị         | Crowland Town Dự bị           | Oundle Town Dự bị                 |                            |
| Mùa giải  | Premier Division          | Division One            | Division Two                          | Division Three                | Division Four                 | Division Five                     |                            |
| 2011–12   | Pinchbeck United          | Riverside Rovers        | Ryhall United                         | Langtoft United Dự bị         | Woodston Dynamo               | Riverside Rovers Dự bị            |                            |
| 2012–13   | Moulton Harrox            | King's Lynn Town Dự bị  | Peterborough Sports Parkway Dự bị     | Whittlesey United Dự bị       | Wittering                     | Peterborough Sports Parkway 'A'   |                            |
| 2013–14   | King's Lynn Town Dự bị    | Thorney                 | Baston                                | Wittering                     | Spalding Town                 | Bretton North End                 |                            |
| 2014–15   | Oakham United             | Coates Athletic Dự bị   | ICA Sports 'A'                        | Peterborough Sports 'A'       | Bretton North End             | AFC Stanground Dự bị              |                            |

### PFA Senior Cup
- 1995–96 Ortonians
- 1996–97 Deeping Rangers
- 1997–98 Wisbech Town Dự bị
- 1998–99 Perkins Sports
- 1999–2000 Oundle Town
- 2000–01 Eye United
- 2001–02 Eye United
- 2002–03 Eye United
- 2003–04 Ortonians
- 2004–05 Ortonians
- 2005–06 Deeping Sports
- 2006–07 Alconbury
- 2007–08 Perkins Sports
- 2008–09 Rutland Rangers
- 2009–10 Rutland Rangers
- 2010–11 Moulton Harrox
- 2011–12 Pinchbeck United
- 2012–13 Moulton Harrox
- 2013–14 ICA Sports
- 2014–15 Coates Athletic